# Joodse Oorlog
De Joodse Oorlog, ook wel Joodse opstand genoemd, woedde in Judea en Galilea van 66 tot 70 na Chr. Joodse rebellen, aangevoerd door de Zeloten, kwamen in opstand tegen de Romeinen. Met de val van Jeruzalem en de verwoesting van de tempel (29-30 augustus 70) kwam er een einde aan de oorlog, hoewel pas met de verovering van Masada in het jaar 73 een einde kwam aan het laatste Joodse verzet.

## Achtergrond
Vanaf 6 na Chr. werd Judea een Romeinse provincie geregeerd door praefecti. Zij waren verantwoordelijk voor de rust en belasting. Rome stelde een bepaald belastingtarief vast dat afgedragen moest worden. Deze praefecti hadden ook de bevoegdheid de hogepriester te benoemen. De hoge belastingdruk en de benoeming van de hogepriester leidde tot wrevel bij de Joden.
Herodes Agrippa I had een goede band met keizer Caligula en kon het land herenigen (41-44). Na zijn dood werd Judea weer een onderdeel van Syria en werd het geleid door Procuratores, deze hadden niet het recht om de hogepriester aan te stellen.

## Oorlog van 66 tot 70
Gedurende de volgende jaren waren er voortdurend irritaties en provocaties wederzijds maar tot een regelrechte opstand leidde dit nog niet. Maar toen in 66 procurator Gessius Florus in opdracht van keizer Nero een groot bedrag uit de tempelkas nam, die bestond uit de tienden die iedere Jood jaarlijks afstond voor de instandhouding van de tempeldienst, brak een opstand uit in Caesarea nadat Grieken de plaatselijke synagoge hadden ontheiligd. De opstand sloeg over naar Jeruzalem waar het Romeinse garnizoen werd verslagen. De bestuurder van Syria stuurde versterkingen naar Judea om de rust te herstellen maar deze werden eveneens verslagen.
Toen greep keizer Nero in en stuurde zijn in diskrediet geraakte generaal Vespasianus naar Caesarea met 60.000 legioensoldaten (Legio XV Apollinaris, Legio V Macedonica, Legio X Fretensis en Legio XII Fulminata). Vespasianus ging grondig te werk en tegen 68 had hij Galilea en de kuststrook onder controle. De overlevende opstandelingen verschansten zich in Jeruzalem. In een korte burgeroorlog werden alle joden die wilden onderhandelen met de Romeinen vermoord door de fanatici onder de joden, de zeloten.
Ondertussen was Nero in 68 gestorven en Vespasianus' soldaten verklaarden hun generaal tot de nieuwe keizer. Vespasianus ging naar Rome om de troon op te eisen en liet het verder neerslaan van het verzet over aan zijn zoon Titus.

### Verwoesting van Jeruzalem

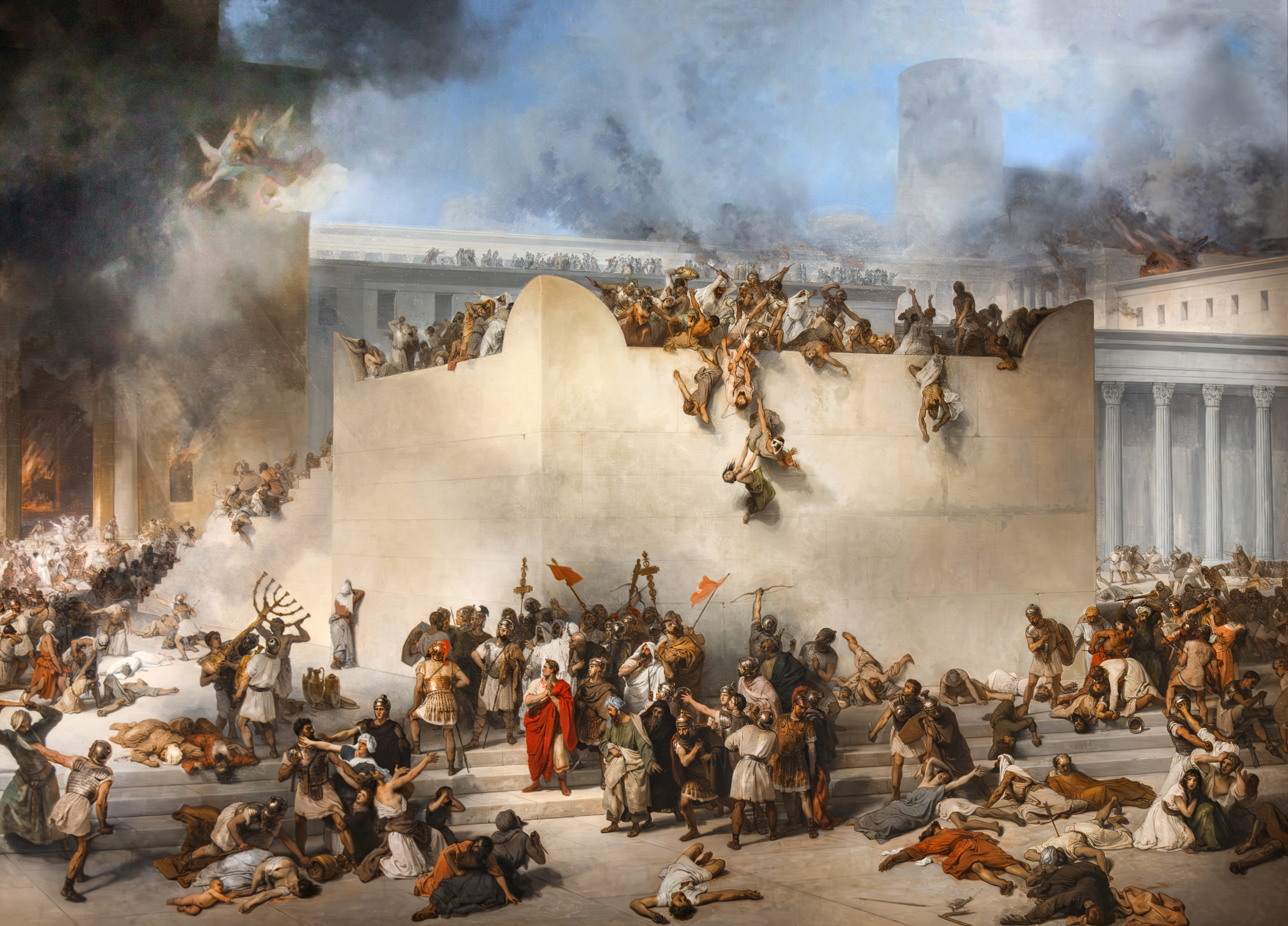
Schilderij met verbeelding van de vernietiging van de Joodse Tempel, Francesco Hayez

Titus begon onmiddellijk met de belegering van Jeruzalem. Nadat de joodse verdediging ernstig verzwakt was door hongersnood, kwam de laatste bestorming door de Romeinen op 29-30 augustus van het jaar 70. Dit wordt nog steeds door de joden herdacht op Tisja be'Aaw. Er was voor de joden geen houden meer aan en de hele stad werd in de as gelegd. Hoewel Titus de tempel ongeschonden in handen wilde krijgen, ging deze eveneens in vlammen op. Naar schatting 100.000 verdedigers en inwoners kwamen om het leven.

## Afloop

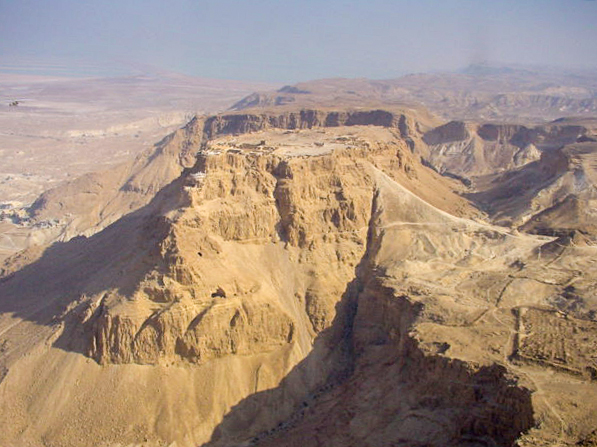
De ruïnes van Massada

De overlevenden werden verkocht op de slavenmarkten van het Midden-Oosten, waarbij de prijs door de grote aanvoer enorm kelderde. Na de verwoesting van de tempel in 70 begon de Joodse diaspora. 'Velen kwamen naar Rome, waar al vanaf de tweede eeuw v.Chr. een Joodse gemeenschap leefde. Een aantal van hen deed dit noodgedwongen, als slaafgemaakte dwangarbeiders. Zij werden onder meer ingezet bij de bouw van het Colosseum. De Joden moesten in Rome een speciale belasting betalen, en waarschijnlijk werden met de opbrengsten hiervan grote bouwprojecten gefinancierd.' Middelen voor de bouw van het Colosseum waren er dankzij de buit uit de oorlog in Judea en de plundering van de tempel in Jeruzalem.
De laatste verzetshaarden, waaronder het op een hoge, onneembare rots gelegen fort Massada aan de Dode Zee, werden ingenomen in 73. De joden in Massada hadden massaal zelfmoord gepleegd voordat de Romeinen binnenvielen.
Keizer Domitianus, de broer en opvolger van Titus, liet later, vermoedelijk in het jaar 81, in Rome een triomfboog oprichten ter ere van het neerslaan van de opstand. Op deze Boog van Titus is thans nog te zien hoe veroverde tempelschatten zoals de zevenarmige kandelaar in triomf door Rome gedragen werden.
Een belangrijke informatiebron voor de Joodse oorlog is de Romeins-Joodse geschiedschrijver Flavius Josephus, die onder andere een boek over de Joodse Oorlog schreef.
In de christelijke geschriften die later zouden worden opgenomen in het Nieuwe Testament wordt geen melding gemaakt van deze historische gebeurtenis.

## Zie ook

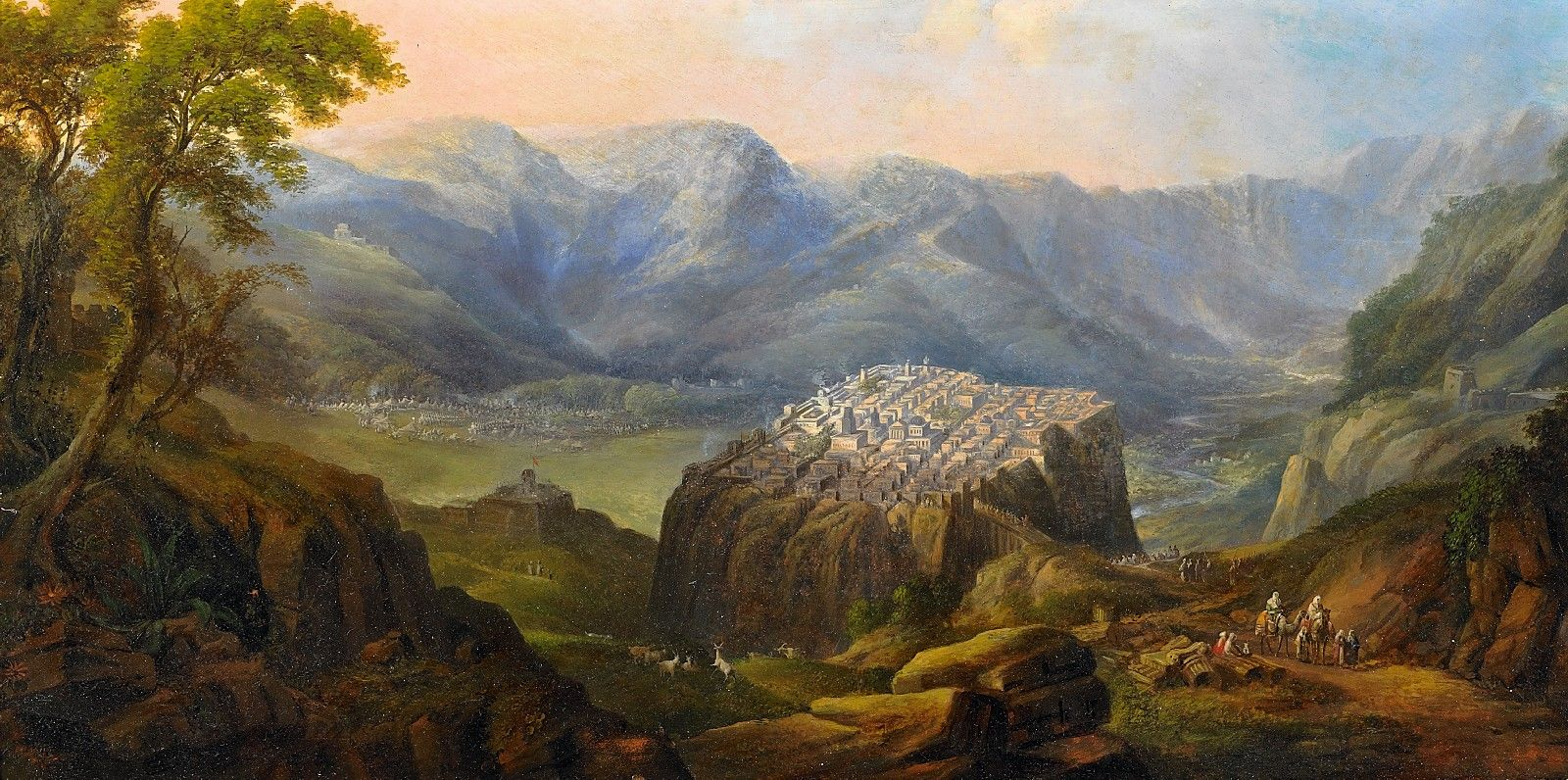
De Belegering van Massada
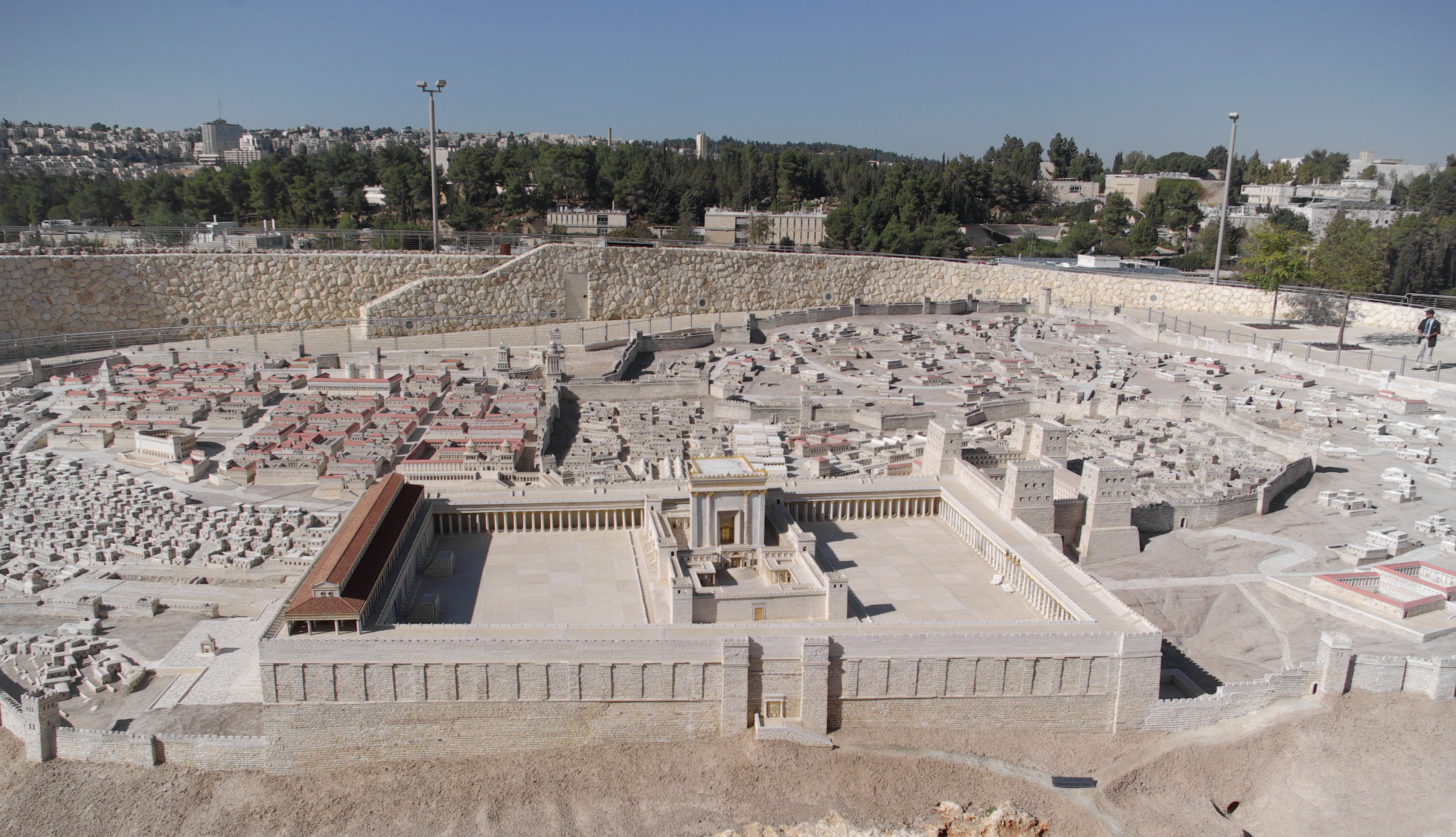
Model van de tweede tempel van Herodes
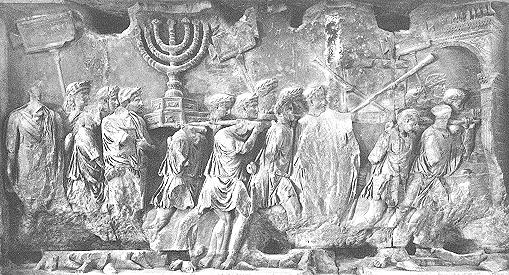
Triomfboog van Titus, Rome. Voorwerpen uit de Tempel worden als krijgsbuit meegevoerd.